# モンタ
モンタ（伊: Montà）は、イタリア共和国ピエモンテ州クーネオ県にある、人口約4,700人の基礎自治体（コムーネ）。

## 地理

### 位置・広がり

#### 隣接コムーネ
隣接するコムーネは以下の通り。括弧内のATはアスティ県、TOはトリノ県所属を示す。
- カナーレ
- チェッラレンゴ (AT)
- チステルナ・ダスティ (AT)
- フェッレーレ (AT)
- プラロルモ (TO)
- サント・ステーファノ・ロエーロ
- ヴァルフェネーラ (AT)

#### 地震分類
イタリアの地震リスク階級 (it) では、4 に分類される
。

## 行政

### 分離集落
モンタには、以下の分離集落（フラツィオーネ）がある。
- Badoni, Bastianetti, Benna, Boschi, Castellero, Gianoli, Ghioni, Novi, Rolandi, San Martino, San Rocco, San Vito, Sciondotto, Tucci, Vadrile, Valle Casette, Valle del Morto, Vittori